# Pachypus candidae
Pachypus candidae is een keversoort uit de familie bladsprietkevers (Scarabaeidae). De wetenschappelijke naam van de soort is voor het eerst geldig gepubliceerd in 1786 door Petagna.
Deze soort voedt zich met zowel bloemen van planten, als ook dierlijk mest.